# Referendum costituzionale in Bielorussia del 2022
Il referendum costituzionale in Bielorussia del 2022 si è svolto il 27 febbraio 2022.
Secondo i dati ufficiali, la maggioranza dei cittadini ha votato a favore della nuova versione della Costituzione della Bielorussia e dell'istituzione di un nuovo organo di potere vale a dire l'Assemblea Popolare Bielorussa.

## Contesto

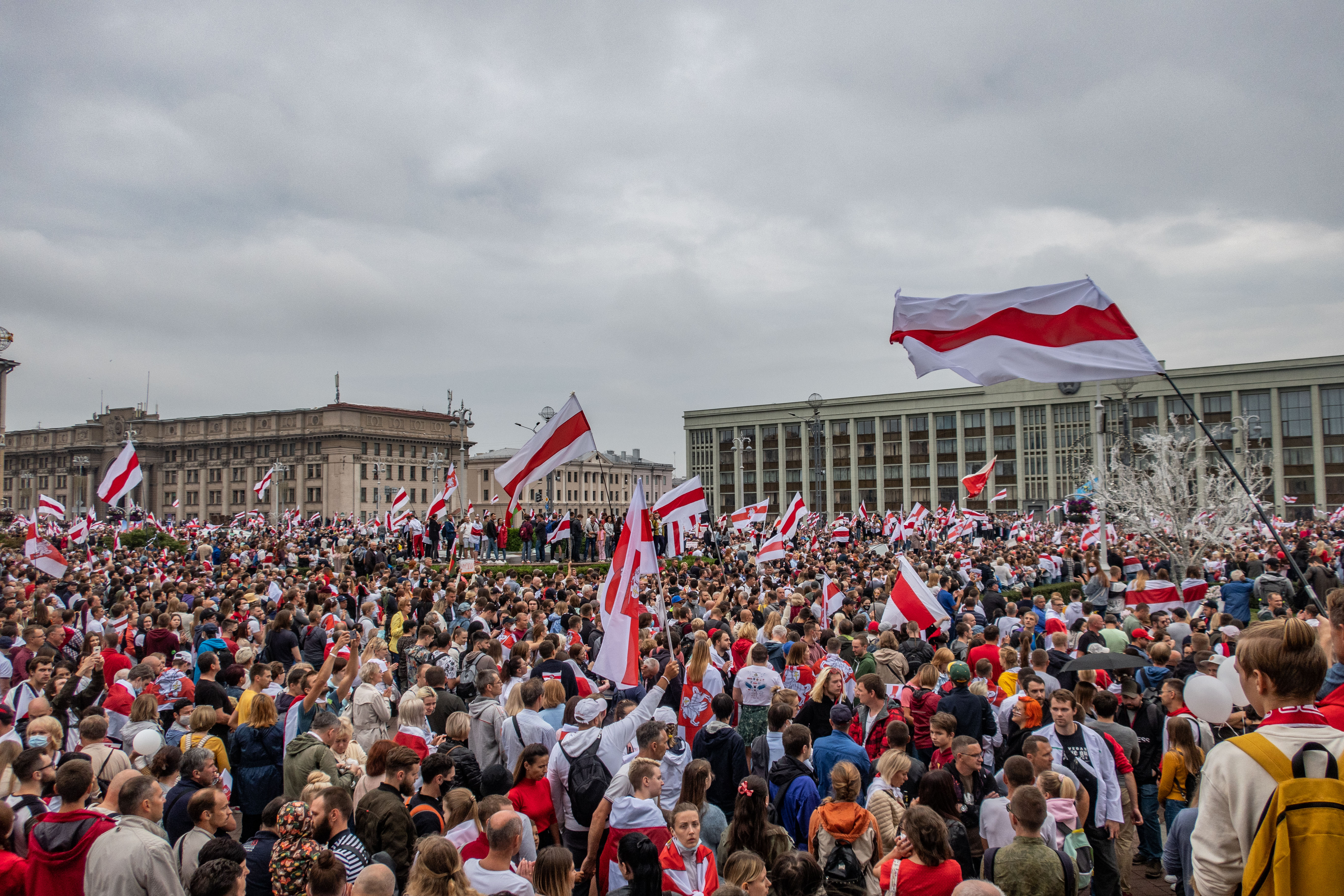
Proteste a Minsk (23 agosto 2020)

Il referendum è stata la risposta del presidente Aljaksandr Lukašėnka alle grandi proteste anti-governative che scossero il Paese nei due anni precedenti, da quando esplosero nel 2020 in reazione all'annuncio di una sua candidatura per un sesto mandato alle elezioni presidenziali dell'agosto 2020. Alla maggior parte degli oppositori venne impedito di partecipare alle elezioni o furono imprigionati, inclusi Viktor Babariko e Sjarhej Cichanoŭski. Quest'ultimo fu poi sostituito dalla moglie Svjatlana Cichanoŭskaja che è diventata rapidamente la principale candidata dell'opposizione. Dopo la proclamazione dei risultati, che portarono alla rielezione di Lukašėnka con oltre l'80% dei voti, vennero organizzate grandi manifestazioni di protesta per denunciare brogli elettorali. In risposta alle manifestazioni, Lukašėnka annunciò nel gennaio 2021 l'avvio di un progetto di riforma costituzionale da concludersi entro la fine dello stesso anno, mentre alla fine di marzo 2021 le proteste venivano soffocate con violente repressioni che portarono a un bilancio di quattro morti, cinquanta dispersi, più di mille feriti ed oltre 35.000 arresti.

## Modifiche proposte

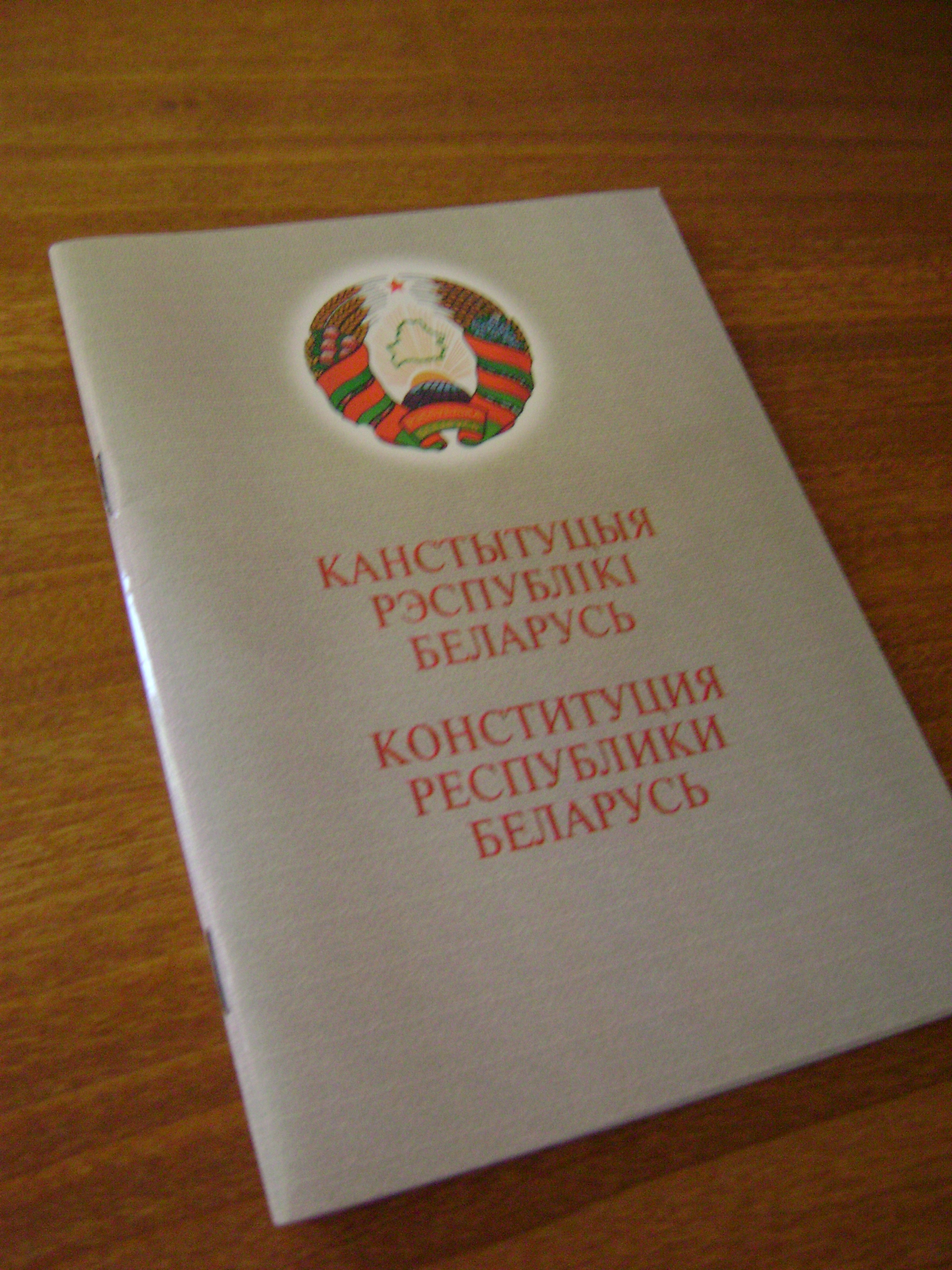
Costituzione della Bielorussia

Il 27 dicembre 2021 sono state pubblicate le modifiche proposte.
Gli analisti politici hanno suggerito che la legittimazione dell'Assemblea Popolare Bielorussa (creata in precedenza da Lukašėnka, ma senza poteri costituzionali), diventata in seguito un importante organo di governo, costituisca il principale cambiamento nella Costituzione. Diversi analisti hanno evidenziato il fatto che Lukašėnka potrebbe diventare contemporaneamente sia il capo dell'Assemblea popolare che il presidente dello Stato e che potrebbe unirsi all'organismo dopo la sua presidenza per avere influenza sui suoi successori. Gli emendamenti hanno posto il limite di due mandati per il presidente (cancellato da Lukašėnka nel 2004), ma sarebbe entrato in vigore solo dopo il referendum, consentendo probabilmente a Lukašėnka di governare fino al 2035. Un'altra nuova clausola introdotta è la completa immunità legale per gli ex presidenti per le azioni compiute mentre erano in carica e l'appartenenza permanente di un eventuale ex presidente al Consiglio della Repubblica (camera alta del Parlamento). Altri cambiamenti includevano la definizione del matrimonio come "unione di un uomo e una donna". Per essere eleggibili alla presidenza, inoltre, ora è necessario essere un cittadino bielorusso che ha vissuto nel paese per almeno 20 anni (fino a 10 anni). Le persone che hanno detenuto o detengono la doppia cittadinanza o sono residenti all'estero verrebbero esclusi dalla candidatura per la carica.
È presumibile come la riforma costituzionale in Russia nel 2020 sia stata la possibile fonte di ispirazione delle modifiche costituzionali bielorusse insieme al Kazakistan.
Il 20 gennaio 2022 è stata pubblicata l'edizione finale con alcune piccole modifiche apportate rispetto alla versione preliminare. Secondo Valer Karbalevič, l'unico cambiamento degno di nota era nell'articolo 4: l'ideologia dello "stato bielorusso" era proclamata la sola base della democrazia in Bielorussia (il testo originale citava come base una pluralità di ideologie).

### Organizzazione del referendum

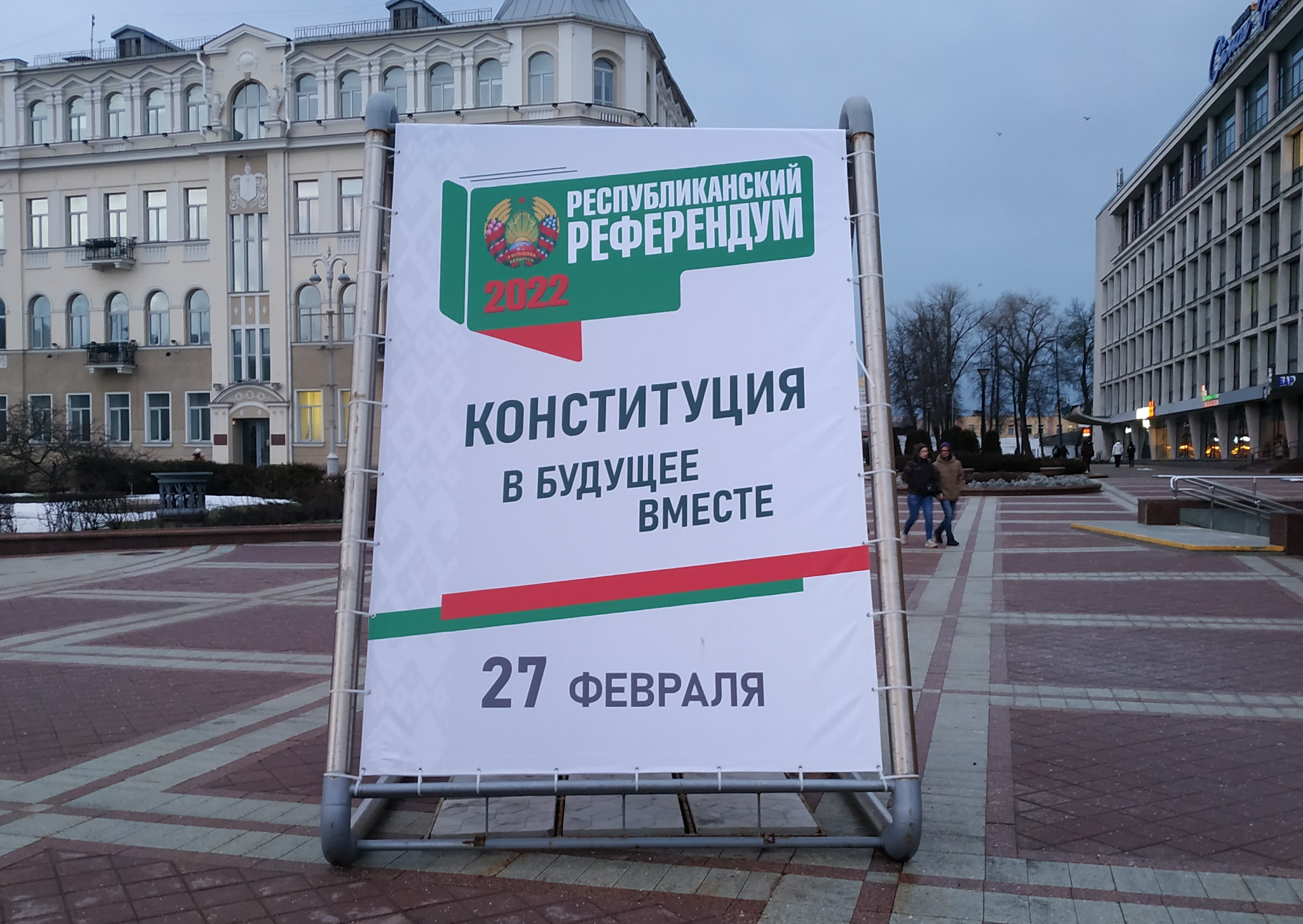
Manifesto per la promozione del referendum costituzionale (piazza Indipendenza, Minsk)

Le commissioni elettorali territoriali amministrano le elezioni in Bielorussia sotto la supervisione della Commissione elettorale centrale (CEC) e i loro membri sono selezionati dai vari consigli locali, distrettuali e regionali. Il 26 gennaio 2022, 1.857 dei 1.935 candidati nominati sono stati formalmente selezionati come membri di 153 commissioni elettorali territoriali. Tutti i rappresentanti nominati per partiti e gruppi di opposizione sono stati respinti (sono state presentate 20 domande da 3 partiti, altri partiti hanno rifiutato di partecipare), mentre è stato selezionato il 99% dei rappresentanti nominati per le cinque maggiori associazioni pubbliche e sindacati filogovernativi. Le associazioni più rappresentate erano quelle pubbliche pro-Lukašėnka: Federazione dei sindacati della Bielorussia (321 membri), Belaja Rus' (150 membri), Unione femminile bielorussa (136 membri), Unione giovanile repubblicana bielorussa (125 membri).
Le votazioni preliminari si sono svolte dal 22 al 26 febbraio.

## Critica
Il governo ha organizzato spazi pubblici di discussione delle modifiche costituzionali; tuttavia, le discussioni sono durate solo 3 settimane, interrotte da parecchie festività (Capodanno, Natale ortodosso, Vecchio Capodanno). Almeno due persone sono state arrestate durante queste discussioni: un pensionato, dopo aver scritto una lettera al giornale locale, e un altro uomo dopo aver proposto di vietare alle persone calve e baffute (allusione a Lukašėnka) di partecipare alle elezioni. Il primo sarebbe stato accusato ai sensi dell'articolo 130 del codice penale ("Incitamento all'odio o alla discordia razziale, nazionale, religiosa o di altro tipo", fino a 5 anni di reclusione), e il secondo ai sensi dell'articolo 368 ("Insulto del presidente", fino a 4 anni di reclusione). Il politologo bielorusso Valer Karbalevič ha definito una profanazione la discussione sul progetto guidata dal governo.
L'opposizione bielorussa ha pesantemente criticato le modifiche proposte. Anatol' Ljabedz'ka ha affermato che la riforma costituzionale è l'imitazione dei cambiamenti dovuti al mancato rispetto della Costituzione in quanto tale. Ha sottolineato che la Bielorussia rimarrebbe una repubblica "superpresidenziale" con una formale "costruzione a tre piani" (due camere del parlamento e l'Assemblea popolare bielorussa). Credeva che uno dei principali destinatari della nuova costituzione fosse il presidente russo Vladimir Putin. L'analista politico Andrėj Jahoraŭ presumeva che i cambiamenti formali nella configurazione della politica sarebbero stati cruciali durante il "transito del potere". Ha anche suggerito che la nuova Costituzione può facilitare la lenta annessione della Bielorussia alla Russia ("integrazione").
Gli emendamenti rimuoveranno anche l'articolo 18 che prometteva che "la Repubblica di Bielorussia mira a rendere il suo territorio una zona denuclearizzata", preoccupando la NATO per il fatto che potrebbe consentire armi nucleari russe.
La Commissione europea per la democrazia attraverso il diritto (Commissione di Venezia) ha criticato i cambiamenti sostenendo che potrebbero esacerbare l'attuale squilibrio di poteri in Bielorussia. La commissione (che non ha potuto incontrare le autorità bielorusse) ha anche criticato l'opaco processo di sviluppo dei cambiamenti e la mancanza di collaborazione del governo, dell'opposizione, della società civile e delle altre parti interessate.
Svjatlana Cichanoŭskaja, Pavel Latuška e molte altre figure dell'opposizione hanno chiesto il boicottaggio attivo del referendum alterando deliberatamente le schede elettorali.

## Risultati
La commissione elettorale centrale ha dichiarato che il 65,2% degli elettori era favorevole, con il 10,1% che avrebbe votato contro e un'affluenza alle urne del 78,6%. I risultati sono stati considerati non sorprendenti dato il controllo del governo, e la verifica esterna non è stata possibile a causa della mancanza di osservatori elettorali indipendenti. Il leader dell'opposizione in esilio Cichanoŭskaja ha invitato i bielorussi a usare il voto per protestare contro l'invasione russa dell'Ucraina nel 2022. Le proteste si sono svolte in diverse città e almeno 290 manifestanti sono stati arrestati.
| Scelta                                  | Voti      | %      |
| --------------------------------------- | --------- | ------ |
| Sì                                      | 4.440.813 | 86,62  |
| No                                      | 686.165   | 13,38  |
| Voti non validi/vuoti                   | 232.493   | -      |
| Totale                                  | 5.359.471 | 100.00 |
| Elettori registrati/affluenza alle urne | 6.815.667 | 78,63  |
| TASS, SUDD                              |           |        |

## Monitoraggio
Quattro partiti di opposizione (Partito civico unito, Partito dei Verdi, Partito socialdemocratico (Assemblea popolare) e Partito BPF) hanno rifiutato di monitorare la correttezza delle procedure per la tenuta del referendum, adducendo come ragioni del rifiuto la crisi politica e le repressioni in corso.